# Magheralin
Magheralin är en ort i Storbritannien.   Den ligger i riksdelen Nordirland, i den västra delen av landet, 500 km nordväst om huvudstaden London. Magheralin ligger 38 meter över havet och antalet invånare är 1 172.
Terrängen runt Magheralin är platt. Runt Magheralin är det ganska tätbefolkat, med 166 invånare per kvadratkilometer. Närmaste större samhälle är Lisburn, 15,8 km öster om Magheralin. Trakten runt Magheralin består i huvudsak av gräsmarker.